# Gare de Savy-Berlette
La gare de Savy-Berlette est une gare ferroviaire française de la ligne d'Arras à Saint-Pol-sur-Ternoise, située sur le territoire de la commune de Savy-Berlette dans le département du Pas-de-Calais, en région Hauts-de-France. 
C'est une halte voyageurs de la Société nationale des chemins de fer français (SNCF), desservie par des trains TER Hauts-de-France.

## Situation ferroviaire
Établie à 99 mètres d'altitude, la gare de Savy-Berlette est située au point kilométrique (PK) 213,6 de la ligne d'Arras à Saint-Pol-sur-Ternoise entre les gares d'Aubigny-en-Artois et de Tincques.

## Service des voyageurs

### Accueil
Halte SNCF, c'est un point d'arrêt non géré (PANG) à accès libre.

### Desserte
Savy-Berlette est desservie par des trains TER Hauts-de-France, qui effectuent des missions entre les gares d'Arras et de Saint-Pol-sur-Ternoise.

### Intermodalité
Le stationnement des véhicules est possible à proximité de l'ancien bâtiment voyageurs.